# Curve
Curve es el octavo álbum de la banda Our Lady Peace. Fue publicado el 3 de abril de 2012. El álbum fue grabado a partir de 2010 hasta 2012 en el estudio de grabación en casa del vocalista Raine Maida. El primer sencillo del Curve es "Heavyweight", fue lanzado el 20 de diciembre de 2011. La música de Curve ha sido promocionado por el cantante Maida como" más experimental y ambicioso "que el álbum conceptual Spiritual Machines que fue publicado en 2000.
Este es el último álbum con el baterista Jeremy Taggart, quien dejó la banda en junio de 2014.

## Lista de canciones
| N.º | Título                  | Notes              | Duración |  |
| 1.  | «Allowance»             |                    | 3:34     |  |
| 2.  | «Fire in the Hen House» |                    | 3:29     |  |
| 3.  | «Heavyweight»           |                    | 4:15     |  |
| 4.  | «Window Seat»           |                    | 4:16     |  |
| 5.  | «As Fast As You Can»    |                    | 3:11     |  |
| 6.  | «If This Is It»         |                    | 4:50     |  |
| 7.  | «Will Someday Change»   |                    | 3:43     |  |
| 8.  | «Find Our Way»          |                    | 4:49     |  |
| 9.  | «Rabbits»               |                    | 5:33     |  |
| 10. | «Mettle»                | con George Chuvalo | 3:52     |  |

## Personal
- Duncan Coutts - guitarra
- Raine Maida - voces
- Jeremy Taggart - tambores, percusión
- Steve Mazur - Guitarra eléctrica